# BiPAP
BI-level Positive Airway Pressure ou BIPAP / VPAP (pressão positiva em vias aéreas a dois níveis) é um compressor que infla as vias aéreas superiores de modo a minimizar hipopneia ou apneia do sono. Tem dois níveis de pressão, sendo um para a inspiração e outro para a expiração.
É indicado para pressões relativamente altas, onde um único nível de pressão será incômodo para a expiração. O controle entre um estado e outro é feito por um microprocessador interno, que regula para a rotação adequada, dentro de parâmetros pré-estabelecidos como altitude, rotação da ventoinha e pressão (cm) de água.
Existem vários fabricantes, sendo uma das precursoras a Respironics.